# Glossario del tennis
Di seguito è riportato un glossario di termini tennistici.

## A
- Ace - punto diretto effettuato con il servizio, senza che l'avversario tocchi la palla. Un ace sporco è il punto ottenuto con il servizio in cui l'avversario riesce a toccare la palla senza però mantenerne il controllo. Viene chiamato anche servizio vincente.
- 'All' - termine inglese che corrisponde all'italiano "pari", usato dall'arbitro quando si verificano casi di parità a livello di punti o game vinti; per esempio, in caso di 15-15, si parlerà di "15-all" fifteen all (quindici pari). Sul 40-40 si usa invece il termine deuce.
- Alternate - giocatori o coppie in doppio che hanno i requisiti per essere ammessi al tabellone principale in caso di rinuncia o infortunio di un giocatore o di una coppia regolarmente ammessi al tabellone principale.
- ATP - la principale e più importante associazione tennistica maschile esistente al mondo, analoga alla WTA.
- Australian Open - uno dei quattro tornei del Grande Slam.
- Avvolgimento - modalità con cui è stata realizzata una corda per racchette da tennis.

## B
- Backspin (anche noto come slice o semplicemente back) - particolare effetto che si imprime alla palla quando la si colpisce con la racchetta dall'alto verso il basso, imprimendo così alla palla una rotazione oraria. Viene usato nella maggior parte dei casi per colpi difensivi e molto spesso con il rovescio, preferito al diritto per la torsione più complicata del polso necessaria ad imprimere la rotazione, perché la palla con una rotazione di questo tipo frena molto più marcatamente rispetto ad altri colpi. Quando tocca terra, invertendo la sua rotazione, la pallina può frenare il suo moto a tal punto da fermarsi in pochi passi, mentre in alcuni casi, con traiettorie più arcuate, può addirittura tornare indietro, cioè da dove proveniva[3]. Backspin è sinonimo di underspin anche se quest'ultima espressione è poco usata.
- Bagel - si indica con bagel la vittoria di un set per 6 a 0. Si può parlare di doppio bagel per vittorie del tipo 6-0 6-0 o di triplo bagel nel caso in cui un giocatore riesca a vincere 6-0 6-0 6-0.
- Battuta - messa in gioco della palla, detta anche servizio. Si hanno tre tipi fondamentali di servizio a seconda dell'impatto della racchetta con la palla. Il primo è detto flat o piatto in italiano, con la faccia della racchetta che colpisce frontalmente la palla, il secondo è chiamato sliced, o affettato in italiano, con la faccia della racchetta che colpisce la palla con una certa angolazione, e la terza è detta in "kick" o "kicked" nella quale l'impatto avviene più indietro rispetto al servizio sliced, producendo un notevole rimbalzo della palla nel campo avversario[4].
- Break - game vinto sul servizio dell'avversario.
- Breakpoint o palla break - situazione nella quale il giocatore in risposta si trova a un punto dal vincere il game in cui l'avversario è al servizio. Si può parlare quindi di semplice breakpoint nei casi di punteggio di 30-40, 40-adv, di doppio breakpoint sul 15-40 o di triplo breakpoint sullo 0-40.
- Bye - termine che indica quei casi in cui un giocatore, solitamente una testa di serie, viene automaticamente ammesso al secondo turno di un torneo senza scendere in campo. Il bye è diverso dal walkover in cui un giocatore passa il turno senza giocare per ritiro dell'avversario.

## C
- Challenge - richiesta, da parte di un giocatore, della verifica del punto di impatto della palla con il terreno (vedi anche Hawk-Eye).
- Challenger - il secondo circuito di tornei professionistici maschili per importanza, con tornei il cui montepremi varia da 25.000 a 150.000 dollari.
- Chiamata - espressione verbale con cui il giudice di sedia o un giudice di linea indicano la caduta della palla dentro o fuori dall'area valida di gioco. La chiamata del giudice di sedia è per autorità maggiore di quella del giudice di linea e vale come responso finale.
- Chip and Charge - espressione con cui si indica un colpo in avanzamento con la faccia della racchetta quasi verticale e colpo in backspin in modo che la palla sia rimandata più lentamente all'avversario, per permettere la contemporanea discesa a rete con lo scopo di chiudere il punto.
- Coaching - suggerimenti tecnici dell'allenatore (coach) al tennista, vietati durante gli incontri, che sono una delle violazioni delle regole professionali (code violation)[5][6].
- Code violation - Violazione delle regole di comportamento professionale da parte del tennista, che possono indurre il giudice di sedia ad assegnare warning (avvertimento), point penalty (punto di penalità) e game penalty (game di penalità). Nei casi più gravi il tennista può subire la squalifica default a cui si possono aggiungere anche la perdita dei punti guadagnati nel torneo e pure un'eventuale sospensione per un periodo successivo; le code violation vengono punite anche con multe pecuniarie. Tra i casi più comuni di code violation vi sono racket abuse (quando per esempio il tennista fracassa volontariamente la racchetta), audible obscenity (oscenità verbali), unsportsmanlike conduct (condotta antisportiva), coaching, ball abuse (come scagliare una pallina contro qualcuno), verbal abuse (per esempio offese personali verbali), time violation (quando si causa la ripresa del gioco oltre i tempi massimi consentiti dai regolamenti) e visible obscenity (oscenità visibili)[6].
- Colpo di controbalzo - colpo nel quale la palla viene colpita immediatamente dopo l'impatto sul terreno, quando è ancora vicinissima a terra. Detto anche demi-volée nel caso si effettui nei pressi della rete.
- Continental - tipo di impugnatura della racchetta chiamato anche "a martello" che viene spesso usato per servire colpi particolarmente potenti e piatti in battuta. Viene inoltre impiegato per rispondere a rete con una volée oppure negli smash e nei back.
- Controbreak - break vinto dopo averne subito uno. Viene indicato con l'espressione immediato controbreak il conseguimento di un break nel game immediatamente successivo a quello subito.
- Court - espressione anglosassone che indica il campo di tennis.

## D
- Default - squalifica e incontro perso per il tennista che la riceve. Si raggiunge dopo aver accumulato gravi violazioni di regolamento.
- Demi-volée - colpo di risposta eseguito colpendo la palla a mezzo volo, cioè subito dopo il rimbalzo, quando è ancora vicinissima a terra.
- Deuce - parità di punteggio (a partire da 40-40), in italiano "vantaggio pari" o "parità".
- Diritto - colpo eseguito quando la palla viene colpita alla destra del giocatore che impugna la racchetta con la destra o alla sinistra quando la impugna con la sinistra.
- Doppio - incontro in cui si fronteggiano due coppie di tennisti/e[7].
- Doppio fallo - due errori consecutivi al servizio che comportano la perdita del punto.
- Drop shot - vedi smorzata.

## E
- Eastern - altro tipo di impugnatura della racchetta, usato essenzialmente per il colpo del diritto.
- Errore non forzato - Dall'inglese unforced error, è il punto perso per un proprio errore, non dovuto a un colpo vincente dell'avversario.

## F
- Fallo di piede - errore in fase di battuta calpestando la linea che delimita il campo. Equivale a una battuta sbagliata.
- Flat - tipo di colpo in cui la racchetta colpisce la palla frontalmente, senza effetti sullo spin e con un follow-through in cui il braccio mantiene la stessa altezza da terra.
- Follow-through - movimento della racchetta dopo aver colpito la palla. Può essere di diversi tipi, con rotazione più o meno accentuata della racchetta attorno al suo manico, e nei casi più estremi la racchetta può finire la sua corsa anche dietro il collo, come nel caso di Medvedev o sopra la testa di chi la impugna, come è caratteristico dei colpi di diritto di Nadal.
- Fondo campo - zona del campo nei pressi della linea del servizio.
- Fries - si indica colloquialmente con fries la vittoria di un set per 6-1. Nasce come termine da accostare al bagel, che indica invece il set vinto senza concedere nemmeno un game all'avversario.

## G
- Game - detto in italiano "gioco".
- Game Penalty - provvedimento del giudice di sedia che assegna il game all'avversario del tennista incorso nella terza violazione delle regole (code violation) dopo avere ricevuto un avvertimento ufficiale (warning) alla prima e un punto di penalità (point penalty) alla seconda[6].
- Giudice di linea
- Giudice di sedia

## H
- Hawk-Eye - tecnologia basata su diverse telecamere e un computer usata nei tornei per un replay virtuale che stabilisce se il punto di impatto della palla sul terreno sia dentro o fuori dal campo da gioco. Chiamato in italiano "Occhio di falco". Nel 2020 ne sono state arricchite le funzionalità con l'introduzione della verifica live, senza cioè giudici di linea e con l'aggiunta di tre telecamere per controllare manualmente la chiamata del fallo di piede[8].
- Hindrance - si verifica quando un giocatore disturba l'avversario durante il punto. L'arbitro ferma lo scambio e assegna il punto all'avversario.

## J
- JE - Junior Exempt. Ammissione al main draw in base a quanto definito dal "Junior Exempt Project" lanciato dalla ITF nel 1979 e che consente alle prime venti giocatrici Juniores sulla base della classifica di fine anno, l'accesso a un numero massimo di tre tornei del circuito ITF.

## L
- Linea di fondo - linea che fa parte del perimetro del campo parallela alla rete.
- Let - chiamata dell'arbitro che annulla il primo o il secondo servizio, il quale si ripete. Il let può essere chiamato sia che il la palla tocchi il nastro, sia che il battitore abbia servito mentre il ribattitore non era ancora pronto, sia nell'improbabile caso che la palla colpisca il ribattitore stesso prima di rimbalzare nel campo di battuta.
- Lob - colpo a parabola discendente, detto in italiano "pallonetto", con cui si cerca di far passare la palla al di sopra dell'avversario che scende a rete.
- Lucky loser - giocatore eliminato durante le qualificazioni che entra nel tabellone principale per il ritiro di un atleta regolarmente qualificato.
- Love - termine usato dall'arbitro per indicare lo zero nel punteggio di un giocatore. Per esempio 15-0 "fifteen-love", oppure tre giochi a zero "three games to love". Tale termine deriva dal francese l'oeuf, l'uovo, che allude alla forma del simbolo dello zero.

## M
- Monofilamento
- Multifilamento

## N
- Net - forma errata di Let.

## O
- Out - chiamata del giudice di sedia quando l'impatto della palla avviene al di fuori del campo o, nel caso di una battuta, al di fuori delle linee di battuta del campo avversario.
- Overrule - intervento del giudice di sedia che annulla la decisione del giudice di linea nel caso in cui ritenga errata una chiamata di quest'ultimo. In caso di overrule il punto è generalmente ripetuto.

## P
- Palla corta - colpo con cui la palla rimane nei pressi della rete dopo aver toccato terra, di solito eseguito con una smorzata, sorprendendo spesso l'avversario che si trova a fondo campo.
- Pallettaro - termine colloquiale riferito a un giocatore che predilige il gioco da fondo campo senza aggressività, limitandosi a ribattere la palla in attesa dell'errore dell'avversario.
- Pallonetto - vedi Lob.
- Passante - colpo solitamente teso con cui si supera lateralmente l'avversario quando scende a rete. Viene detto lungolinea quando la palla viene colpita nei pressi della linea laterale e indirizzata parallelamente alla linea stessa, o incrociato quando la palla è indirizzata lungo la diagonale.
- Point Penalty - provvedimento del giudice di sedia che assegna un punto all'avversario del tennista incorso nella seconda violazione delle regole (code violation) dopo avere ricevuto un avvertimento ufficiale (warning) alla prima. Il point penalty è l'anticamera del game penalty, che viene assegnato alla terza violazione[6].
- Protected Ranking - strumento e regola a tutela dei tennisti rimasti fermi per infortunio per un periodo pari o superiore a sei mesi, grazie al quale possono iscriversi alla entry list dei tornei sfruttando la posizione media che ricoprivano nei primi tre mesi della sospensione dell'attività agonistica. Il tennista che esercita questa facoltà non potrà comunque essere testa di serie.

## Q
- Qualificato - giocatore che accede al tabellone principale dopo avere superato le qualificazioni.

## R
- Ranking - classifiche mondiali maschili e femminili per tennisti/e professionisti/e in singolare e in doppio. Vengono compilate ogni lunedì prendendo in esame i risultati delle ultime 52 settimane e sono usate per stilare le entry list e assegnare le teste di serie per i tabelloni principali e di qualificazione di tutti i tornei professionistici. Il ranking ATP riguarda il settore maschile ed è stilato dalla Association of Tennis Professionals (ATP). Il ranking WTA riguarda il settore femminile ed è stilato dalla Women's Tennis Association (WTA).
- Ranking protetto - vedi Protected ranking.
- Rematore - vedi Pallettaro.
- Risposta - colpo immediatamente successivo alla battuta.
- Rovescio - colpo eseguito quando la palla viene colpita alla destra del giocatore che impugna la racchetta con la sinistra o alla sinistra quando la impugna con la destra.
- Roland Garros - uno dei quattro tornei del Grande Slam.
- Round - in un torneo a eliminazione diretta, turno del tabellone.
- Round-robin - formato in cui è previsto che ogni giocatore affronti, in base all'ordine del calendario, ciascuno degli altri. È noto anche come girone all'italiana.

## S
- SABR - termine riferito a un particolare colpo inventato dal tennista svizzero Roger Federer che consiste in una risposta al servizio avversario in controbalzo seguita subito dopo da un approccio a rete. L'acronimo SABR deriva dall'inglese Sneak Attack By Roger, ovvero "attacco a sorpresa di Roger"[9].
- Schiacciata - colpire una palla alta come avviene per la battuta, con la racchetta al di sopra della testa durante l'impatto. Viene effettuata durante il gioco, non all'inizio. In inglese smash.
- Serve & Volley - servizio seguito dalla discesa a rete per chiudere il punto con una volée.
- Servizio vincente - punto vinto in battuta da un giocatore, ma la palla viene toccata dall’avversario finendo out o a rete.
- Set - detto in italiano partita.
- Singolare - incontro in cui si fronteggiano due tennisti/e.
- Slice - sinonimo di backspin tranne che in battuta. Se riferito al diritto è generalmente usato per recuperare una palla difficile da controllare, rimandando all'avversario una palla piuttosto lenta. Se riferita al servizio, indica un tipo di battuta in cui la palla viene colpita dalla faccia della racchetta non frontalmente, ma con una angolazione variabile.
- Smorzata - colpo eseguito in backspin, detto in inglese drop shot, il più usato per l'esecuzione della palla corta, con cui la palla tocca terra e rimane nei pressi della rete grazie all'effetto impresso.
- Special Exempt - espressione usata per indicare un giocatore o una squadra che durante il corso di un torneo è impegnato in un'altra competizione: non potendo partecipare alle qualificazioni del torneo viene ammesso direttamente al tabellone principale.
- Stance - posizione del tennista quando colpisce la palla. Si parla di open stance se si aspetta la palla frontalmente con la linea delle spalle parallela alla rete, o di closed stance quando si prepara il colpo avanzando un piede e la linea delle spalle è perpendicolare alla rete. Se riferito al servizio si hanno due tipi di stance, la platform stance in cui si serve con i piedi distanti e fermi durante la rotazione delle spalle per colpire la palla, e la foot-up stance in cui i piedi inizialmente distanti, uno più avanti dell'altro, sono uniti prima della rotazione delle spalle per colpire la palla. Esistono anche altre varianti, come quella di Alexander Zverev in cui i piedi rimangono distanti fra loro dopo l'avanzamento di quello più indietro, ed entrambi sono molto vicini alla linea di fondo.
- Swing - movimento del braccio durante il colpo, caratterizzato da una notevole fluidità e dalla sua quasi esatta ripetizione indipendentemente dalla superficie o dalle condizioni. Può essere considerato come il colpo standard dei tennisti e il loro marchio di fabbrica. Se ne hanno esempi in Daniil Medvedev e Iga Świątek.
- Servizio da sotto - In inglese underarm serve, è un servizio colpito dal basso senza far rimbalzare la palla a terra. È utile contro giocatori che rispondono da molto lontano e rappresenta una variazione in grado di togliere la concentrazione all'avversario nei momenti decisivi. L'inventore del colpo è Michael Chang che appena 17enne si inventò questo colpo nella leggendaria sfida al Roland Garros contro Lendl che lo ha visto imporsi in rimonta.

## T
- Terraiolo - termine colloquiale riferito a un tennista che predilige i campi in terra battuta.
- Testa di serie - giocatore partecipante a un torneo che occupa una posizione in classifica più alta degli altri partecipanti. Di norma vengono scelte diverse teste di serie a cui viene assegnato un numero progressivo (testa di serie n. 1, n. 2, ecc.) a cui può essere assegnato un bye al primo turno dei tornei. In un tabellone a eliminazione diretta, le due prime teste di serie possono incontrarsi solo in caso di un'eventuale finale.
- Tie-break
- Topspin - formalmente è il contrario del backspin: l'effetto che si imprime alla palla comporta una rotazione antioraria, colpendo la palla con la racchetta dal basso verso l'alto. Il topspin è l'effetto principale che si usa sui campi da gioco, sia per la naturalezza e relativa semplicità con cui può essere eseguito sia per la sua grande efficacia. A causa della risultante del moto lineare e rotatorio impresso alla palla, la traiettoria della stessa può diventare assolutamente imprevedibile e difficile da gestire per l'avversario. Topspin molto marcati possono dare origine a colpi rasoterra che anche per i più abili tennisti diventano insidiosi. Quelli più "arrotati", come si suole definire in gergo i colpi che imprimono un'elevata rotazione della palla, nel circuito ATP maschile vengono scagliati da Rafael Nadal che riesce a imprimere rotazioni di 5000 giri al minuto[10].
- Tweener - colpo effettuato con la racchetta tra le gambe dando le spalle alla rete. Si gioca solitamente quando si deve recuperare un pallonetto profondo e non si avrebbe il tempo di colpire la palla normalmente. Il colpo era chiamato anche Gran Willy perché fu inventato da Guillermo "Willy" Vilas negli anni 1970[11].

## U
- Colpo uno-due - tattica offensiva che combina due colpi consecutivi, spesso un dritto o rovescio seguito da una volée, per sorprendere e mettere in difficoltà l'avversario. Questa strategia mira a creare un'apertura nel campo avversario e concludere il punto con un colpo vincente.
- US Open - uno dei quattro tornei del Grande Slam.

## V
- Vantaggio - in inglese advantage, punteggio successivo al 40 pari. Viene seguito negli annunci dal nome del tennista che ha vinto il punto.
- Veronica - volée alta di rovescio fatta dando le spalle alla rete. Colpo inventato dal tennista italiano Adriano Panatta. Il nome richiama un movimento simile eseguito dai toreri.
- Vincente - colpo decisivo del punto, dal quale l'avversario non ha nessuna possibilità di difendersi. Si parla anche di servizio vincente nel caso di una battuta che l'altro giocatore riesce a intercettare non riuscendo a indirizzare la pallina verso la zona valida di campo dell'avversario. Si dice invece risposta vincente quando, ribattendo il servizio dell'avversario, si ottiene direttamente il punto.
- Volée - termine francese che indica il colpo al volo, in inglese volley, prima che la palla tocchi terra nei pressi della rete, altrimenti si parlerà di slice se il colpo viene battuto da zone più arretrate del campo. Un colpo particolare è il Drive. Esso viene effettuato al volo con il braccio esteso e a piena potenza, come alternativa alla Schiacciata.

## W
- Walkover - termine indicante il passaggio del turno da parte di un giocatore, senza che l'incontro sia stato disputato (per infortunio, ritiro o squalifica dell'avversario). Nei tabelloni è indicato con la sigla WO: deriva dall'inglese «walk over» (passare sopra).
- Warning - avvertimento ufficiale con cui il giudice di sedia che ha rilevato una violazione delle regole (code violation) da parte del tennista lo avverte che alla prossima infrazione riceverà un punto di penalità (point penalty)[6].
- Wild card - permesso di competere in un torneo accordato a un giocatore che non si è qualificato, all'infuori delle normali regole di partecipazione.
- Wimbledon - uno dei quattro tornei del Grande Slam.
- Women's Tennis Association - circuito professionistico femminile, reso anche dall'acronimo WTA.